# 黄文弼
黄 文弼（こう ぶんひつ、拼音: Huáng Wénbì、1893年4月23日 - 1966年12月18日）は、中国の考古学者、中国西北地域の歴史地理学者。字は「仲良」（ちゅうりょう、拼音: Zhòngliáng）。中国科学院考古研究所研究員。

## 経歴
清の光緒19年3月8日（旧暦）、湖北省漢陽府漢川県に生まれた。北京大学哲学系で学び、1918年に卒業した。卒業後は、北京大学で職を得た。哲学・思想史研究から目録学研究、さらに考古学と西北史地学に研究テーマを広げていった。
1927年、中華民国とスェーデン合同の「西北科学考査団」に団員として参加し、内モンゴルの調査に入った。スェーデン側の主導者はスヴェン・ヘディンであった。百霊廟、居延を経由して西進し、1928年には新疆ウイグル自治区のトルファンやクチャ地域を調査した。翌1929年にはホータン、ヤルカンド、1930年には再度トルファン、ロプノール、ウルムチを調査した。その後は北上してソ連領に入り、シベリア鉄道と東清鉄道を利用して北京に戻った。
1934年から1937年まで西北科学考査団の専任研究員を務めた。1935年に中国古物保管委員会委員として西安に派遣されて弁事処主任を務め、碑林の整理などの作業を行った。1937年7月に盧溝橋事件が発生すると、北京大学・清華大学・南開大学の3校は西南聯合大学となって湖南省長沙市に疎開したことに伴って、西南聯合大学、四川大学、西南大学教授となった。
戦後
黄文弼は1957年から1958年の調査で、南北新疆のハミ・イリ・焉耆・クチャとアクス・カシュガル・マラルベシ・ホータンなどの地域を巡った。北平研究院、中国科学院の教員を務めた。
1964年に中国人民政治協商会議全国委員会委員に選ばれた。1966年12月18日に北京で病没した。

## 研究内容・業績
黄文弼は4度新疆の調査に生き、西北地域の歴史地理学・新疆の考古学の研究に大きく貢献した。
黄文弼はトルファン付近で高昌古城遺址と交河故城遺址を調査し、ヤールホトの麹氏高昌墓地を発掘し、ロプノール北岸で石器時代の遺跡を発見し、漢代の烽燧遺跡を発掘し、さらにタリム盆地周辺地域の調査を行った。収集資料の多くは、中国国家博物館に所蔵されている。
黄文弼の考古学での主な功績は以下の通りである。
- 現地調査の結果に基づいた、楼蘭・亀茲・于闐・焉耆などの古国や多くの古都市の位置と歴史的変遷の論証
- 麹氏高昌の紀年の順序と墳墓の分布の解明
- 前近代タリム盆地の南北2つの川の変遷に関する問題の提起
- 新疆地域の様々な時代の歴史文化を検討するための豊富な資料の蓄積

収集資料や日記
ウルムチの新疆師範大学には「黄文弼センター」(黄文弼中心)が設置され、黄文弼に関連する叢書が刊行されるようになってきた。

## 著作
- 『高昌陶集』(1934年)
- 『高昌磚集』(1951年増訂)
- 『羅布淖爾考古記』(1948年)
  - 邦訳『ロプノール考古記』(黄文弼著作集1) (田川純三訳 恒文社 1988)
- 『吐魯番考古記』(1954年、1958年)
  - 邦訳『トルファン考古記』(黄文弼著作集2) (土居淑子訳 恒文社 1994)
- 『塔里木盆地考古記』(1958年)
- 『新疆考古発掘報告』(1983年)
- 『西北史地論叢』(1981年)
- 『黄文弼蒙新考察日記（1927 - 1930）』文物出版社
- 『西域史地考古論集』商務印書館

## 資料
- 「黄文弼」片山章雄　(『中央ユーラシア文化事典』丸善出版 2023年)